# Fusillade du 19 décembre 2019 en Russie
La fusillade du 19 décembre 2019 en Russie est survenue près du siège du FSB à Moscou.

## Contexte
En 2010, une explosion avait eu lieu dans la station de métro Loubianka, située au pied du siège du FSB, lors du double attentat suicide qui avait frappé le métro de Moscou.
Le 31 octobre 2018, un adolescent de 17 ans se déclarant anarchiste s'était fait exploser à l'accueil du bâtiment du siège du FSB dans la ville d’Arkhangelsk. Il se tua et blessa trois agents du FSB.
La fusillade intervient alors que la Russie célèbre le 19 décembre la journée des agents du contre-espionnage militaire et le 20 décembre la journée des agents des services de sécurité. Au moment des faits, Vladimir Poutine assistait à un concert organisé en l'honneur de ces fêtes.

## Déroulement
Le 19 décembre 2019, aux environs de 18h, un homme ouvre le feu aux abords de la place Loubianka où se situe le siège du FSB. Il est abattu peu de temps après les tirs. 

## Bilan
Un premier bilan faisait état d'un mort et de cinq blessés mais le lendemain, un nouveau bilan fait état de deux morts et de cinq blessés. Un deuxième employé du FSB, mort des suites de ses blessures, n'avait pas été compté dans le premier bilan. Les deux personnes décédées et quatre des cinq blessés sont des employés du FSB, le cinquième blessé est un civil.

## Auteur
L'auteur, Evgueni Maniourov, est un homme de 39 ans originaire de la région de Moscou. Il résiderait à Podolsk selon les médias. Evgueni Maniourov avait travaillé plusieurs années dans la sécurité privée, notamment à l'ambassade des Émirats Arabes Unis et était un amateur de tir sportif ; plusieurs armes étaient enregistrées à son nom.
Sa mère l'a décrit comme très isolé et fébrile depuis plusieurs semaines, selon le Komsomolskaïa Pravda, elle aurait mentionné qu'il avait des conversations au téléphone avec des Arabes mais elle ne comprenait rien puisqu'ils parlaient en anglais.

## Enquête
Aucune indication n'a été donnée quant aux motivations de l'auteur de la fusillade. Une enquête a été ouverte pour « atteinte à la vie d’un agent des forces de l’ordre » sans aucune évocation de motivation terroriste. Le FSB a plus tard parlé d'« attaque terroriste ».